# Вајуга
Вајуга је насеље у Србији у општини Кладово у Борском округу. Према попису из 2022. у насељу је било 325 становника (према попису из 2011. било је 437 становника, према попису из 2002. било је 563 становника).

## Историја
Дана 22. септембра 1944. године у време Другог светског рата главним јединицама Црвене армије које су форсирале Дунав претходила су извиђивања присутности немачких јединица на том подручју успостављања веза преко локалног становништва са руководством партизанских јединица и командантима Народноослободилачке војске Југославије (НОВЈ), који су деловали на том подруцију. Након сакупљања неопходних извиђачких задатака почело је форсирање Дунава основним јединицама Трећег украјинског фронта Црвене армије. У знак сећања на овај догађај локалне власти су на обали Дунава поставили споменик у облику пирамиде.

## Демографија
Према последњем попису из 2022. године у Вајуги је живело 325 становника што је за 112 мање у односу на 2011. када је на попису било 437 становника. У насељу живи 293 пунолетних становника, а просечна старост становништва износи 56,07 година (55,17 код мушкараца и 56,92 код жена).
Према подацима пописа из 2022. у насељу има 141 домаћинства, а просечан број чланова по домаћинству је 2,30. а према истом попису у насељу има 324 стамбених јединица од којих је 147 насељених.
Становништво у овом насељу веома је нехомогено, а у последња три пописа, примећен је пад у броју становника.
|  |

| Демографија | Демографија | Демографија |
| Година      | Становника  | Становника  |
| ----------- | ----------- | ----------- |
| 1948.       | 870         |             |
| 1953.       | 929         |             |
| 1961.       | 931         |             |
| 1971.       | 1.002       |             |
| 1981.       | 952         |             |
| 1991.       | 843         | 715         |
| 2002.       | 563         | 796         |
| 2011.       | 437         |             |
| 2022.       | 325         |             |

| Етнички састав према попису из 2002.‍ | Етнички састав према попису из 2002.‍ | Етнички састав према попису из 2002.‍ | Етнички састав према попису из 2002.‍ | Етнички састав према попису из 2002.‍ |
| ------------------------------------ | ------------------------------------ | ------------------------------------ | ------------------------------------ | ------------------------------------ |
|                                      |                                      |                                      |                                      |                                      |
| Срби                                 | Срби                                 |                                      | 355                                  | 63,05%                               |
| Румуни                               | Румуни                               |                                      | 11                                   | 1,95%                                |
| Југословени                          | Југословени                          |                                      | 3                                    | 0,53%                                |
| Власи                                | Власи                                |                                      | 2                                    | 0,35%                                |
| непознато                            | непознато                            |                                      | 55                                   | 9,76%                                |

| Година пописа     | 1948. | 1953. | 1961. | 1971. | 1981. | 1991. | 2002. |
| ----------------- | ----- | ----- | ----- | ----- | ----- | ----- | ----- |
| Број домаћинстава | 198   | 208   | 223   | 245   | 241   | 231   | 194   |

| Број чланова      | 1  | 2  | 3  | 4  | 5  | 6 | 7  | 8 | 9 | 10 и више | Просек |
| ----------------- | -- | -- | -- | -- | -- | - | -- | - | - | --------- | ------ |
| Број домаћинстава | 52 | 51 | 28 | 22 | 21 | 9 | 10 | 1 | 0 | 0         | 2,90   |

| Пол    | Укупно | Неожењен/Неудата | Ожењен/Удата | Удовац/Удовица | Разведен/Разведена | Непознато |
| ------ | ------ | ---------------- | ------------ | -------------- | ------------------ | --------- |
| Мушки  | 225    | 36               | 160          | 23             | 6                  | 0         |
| Женски | 258    | 18               | 165          | 59             | 16                 | 0         |
| УКУПНО | 483    | 54               | 325          | 82             | 22                 | 0         |

| Пол    | Укупно                    | Пољопривреда, лов и шумарство | Рибарство                            | Вађење руде и камена | Прерађивачка индустрија       |
| ------ | ------------------------- | ----------------------------- | ------------------------------------ | -------------------- | ----------------------------- |
| Мушки  | 86                        | 16                            | 0                                    | 0                    | 11                            |
| Женски | 30                        | 8                             | 0                                    | 0                    | 2                             |
| УКУПНО | 116                       | 24                            | 0                                    | 0                    | 13                            |
| Пол    | Производња и снабдевање   | Грађевинарство                | Трговина                             | Хотели и ресторани   | Саобраћај, складиштење и везе |
| Мушки  | 3                         | 2                             | 3                                    | 1                    | 28                            |
| Женски | 0                         | 0                             | 6                                    | 0                    | 2                             |
| УКУПНО | 3                         | 2                             | 9                                    | 1                    | 30                            |
| Пол    | Финансијско посредовање   | Некретнине                    | Државна управа и одбрана             | Образовање           | Здравствени и социјални рад   |
| Мушки  | 0                         | 2                             | 3                                    | 2                    | 1                             |
| Женски | 0                         | 1                             | 0                                    | 4                    | 7                             |
| УКУПНО | 0                         | 3                             | 3                                    | 6                    | 8                             |
| Пол    | Остале услужне активности | Приватна домаћинства          | Екстериторијалне организације и тела | Непознато            | Непознато                     |
| Мушки  | 2                         | 0                             | 0                                    | 12                   | 12                            |
| Женски | 0                         | 0                             | 0                                    | 0                    | 0                             |
| УКУПНО | 2                         | 0                             | 0                                    | 12                   | 12                            |